# Motatán (municipalité)
Pour les articles homonymes, voir Motatan.
Motatán est l'une des 20 municipalités de l'État de Trujillo au Venezuela. Son chef-lieu est Motatán. En 2011, la population s'élève à 19 777 habitants.

## Géographie

### Subdivisions
La municipalité est divisée en 3 paroisses civiles :
- Motatán ;
- El Baño ;
- Jalisco.